# Edvin Ström (ämbetsman)
Edvin Tomas Hippolit Ström, född den 8 november 1889 i Stockholm, död där den 7 oktober 1968, var en svensk ämbetsman. Han var sonson till Edvin Ström.
Ström avlade studentexamen i Örebro 1907 och juris kandidatexamen vid Stockholms högskola 1912. Han blev underlöjtnant i Första livgrenadjärregementets reserv 1909 och löjtnant där 1915. Ström genomförde tingstjänstgöring vid Stockholms rådhusrätt och Södertörns domsaga. Han blev notarie i riksförsäkringsanstalten 1916, tillförordnad sekreterare där 1917 och sekreterare i arméförvaltningen 1920. Ström var krigsråd där 1935–1943 och i försvarets civilförvaltning 1944–1956. Han var extra föredragande och ledamot i pensionsstyrelsen 1918–1937. Ström var styrelseledamot av Statsförvaltningens tjänstemannaförening 1930–1938 och av Sveriges statstjänstemannanämnd 1936–1939. Han innehade skilda sakkunniguppdrag, bland annat i 1941 års militära förvaltningsutredning och i 1945 års försvarskommitté, samt var ledamot av flyttningsersättningssakkunniga 1942–1943, av försvarets tjänsteförteckningssakkunniga 1944–1946, av 1948 års anställningsutredning, av tjänsteförteckningskommittén 1949–1953, av statens löneförfattningsberedning 1956–1959 och av statens lönenämnd. Ström invaldes som ledamot av Krigsvetenskapsakademien 1938. Han blev riddare av Vasaorden 1930 och av Nordstjärneorden 1938 samt kommendör av andra klassen av sistnämnda orden 1949 och riddare av Carl XIII:s orden 1960. Ström vilar i en familjegrav på Norra begravningsplatsen utanför Stockholm.